# 天主教巴蘭基亞總教區
天主教巴蘭基亞總教區（拉丁語：Arcidioecesis Barranquillensis）是哥倫比亞一個羅馬天主教總教區，下轄四個教區。
教區成立於1932年7月7日，1969年4月25日升為總教區並易名至今。
教區位於大西洋省，2006年有教友2,051,000人，佔轄區總人口81.0%。教區下轄120個堂區，有165名司鐸。現任總主教為保祿·埃米羅·薩拉斯-安特利斯，榮休總主教為海羅·哈拉米略-蒙薩爾韋，榮休輔理主教為維篤·安多尼·塔馬約-貝坦科爾特。